# Von Rosenska palatset, Tallinn
von Rosenska palatset är ett stadspalats i Tallinn i Estland, som idag inhyser Sveriges ambassad i Tallinn. Det är ett av de få kvarvarande byggnaderna från den svenska stormaktstiden.
Köpmannen Bogislaus von Rosen köpte tomten 1651, sju år innan han dog. Den ärvdes av sonen Axel von Rosen, som också ärvde Roosna-Alliku och Viisu herrgårdar i Järvamaa. Denne lät 1670–1674 uppföra ett stadspalats vid Pikk 28 i dåvarande Reval på en tomt som hans far hade förvärvat. Det är oklart vem som ritat huset. Namn som nämnts är Johan Tobias Albinus från Kulmbach och Jacob Staël von Holstein. Det kan också ha varit husets byggmästare Gert Fohrberg. Inför byggandet protesterade Svarthuvudenas brödrasällskap, som sedan 1500-talet haft sitt högkvarter Mustpeade maja i ett av grannhusen, mot planerna på ett hus i tre våningar med ett brant valmat tegeltak och med fasaden vänd mot gatan.
Axel von Rosen dog 1679, varefter huset ärvdes av den då minderårige sonen Bengt Gustav von Rosen, sedermera major och lantråd. När ryssarna tog över 1710 tog de över huset fram till 1720, då det återlämnades till von Rosen. Efter honom ärvdes huset 1725 av dottern Katharina Elisabeth, som 1727 gifte sig med lantrådet Adam Friedrich von Stackelberg. Det såldes 1763 till det kejserliga hamnkontoret i Tallinn och såldes vidare 1862 till generalmajoren Moritz Nieroth.
Mortitz Nieroth anlitade arkitekten Ferdinand Kordes för en genomgripande renovering. Entrén flyttades från gården till gatan och fönsteröppningarna vidgades, samtidigt som gårdshusen byggdes på med en våning.
År 1991 arrenderade den estniska staten ut den nedslitna fastigheten till den svenska staten genom Byggnadsstyrelsen och senare Statens fastighetsverk, som lät renovera byggnaderna fram till 1994. Där inryms nu kanslilokaler, ambassadörsresidens, tre gästbostäder och utställningslokaler.